# Haapasaari (ö i Viitasaari, Kolima)
Haapasaari är en ö kommun i Finland. Den ligger i sjön Kolima och i kommunen Viitasaari i den ekonomiska regionen  Saarijärvi-Viitasaari och landskapet Mellersta Finland, i den centrala delen av landet, 300 km norr om huvudstaden Helsingfors. Öns största längd är 1,7 kilometer i sydöst-nordvästlig riktning.